# Omalodes soulouquii
Omalodes soulouquii är en skalbaggsart som beskrevs av Sylvain Auguste de Marseul 1861. Omalodes soulouquii ingår i släktet Omalodes och familjen stumpbaggar. Inga underarter finns listade i Catalogue of Life.